# Bumpy Johnson
Ellsworth Raymond Johnson, conosciuto come "Bumpy" Johnson (Charleston, 31 ottobre 1905 – Harlem, 7 luglio 1968), è stato un mafioso statunitense, allibratore del quartiere Harlem di New York negli Stati Uniti, nonché il criminale non italoamericano più vicino a Cosa Nostra.

## Biografia
Quando aveva 10 anni, suo fratello maggiore Willie fu accusato di aver ucciso un bianco. Temendo un possibile linciaggio, i suoi genitori ipotecarono la loro piccola casa per raccogliere i soldi necessari a mandare Willie a vivere a nord da alcuni parenti. Il soprannome di Johnson "Bumpy" deriva da una protuberanza sulla nuca. Man mano che Johnson cresceva, i suoi genitori si preoccupavano del suo carattere irascibile e della sua insolenza nei confronti dei bianchi, e nel 1919 lo mandarono a vivere con la sorella maggiore Mabel ad Harlem. Johnson abbandonò la scuola superiore e iniziò a svolgere lavori occasionali. Il gangster William Hewett notò Johnson, che iniziò a lavorare per lui, dando inizio alla sua vita criminale.
Johnson era un collaboratore della regina dei numeri Madame Stephanie St. Clair. Divenne il principale luogotenente della St. Clair negli anni trenta. In questi anni lui e St. Clair scatenarono una guerra contro il boss Dutch Schultz, che aveva sottratto il racket a Casper Holstein. La faida causò più di 40 omicidi e diversi rapimenti. Alla fine la lotta da parte loro fu persa e si concluse con un accordo per Johnson.
Nel 1952 le attività di Johnson furono riportate nella sezione personaggi famosi di Jet. Nello stesso anno, Johnson fu condannato a 15 anni di carcere per una condanna per associazione a delinquere finalizzata allo spaccio di eroina. Due anni dopo, Jet riportò nella sezione criminalità che Johnson iniziò la sua condanna dopo aver perso un appello. Scontò la maggior parte della pena nella prigione di Alcatraz nella baia di San Francisco, in California, come detenuto n. 1117. Nel 1963 fu rilasciato sulla parola.
Johnson fu arrestato più di 40 volte e scontò due periodi di detenzione per accuse legate ai narcotici. Nel dicembre 1965 Johnson inscenò uno sciopero in una stazione di polizia, rifiutandosi di andarsene, come protesta contro la continua sorveglianza. Fu accusato di "rifiuto di lasciare una stazione di polizia", ma fu poi assolto.
Johnson era sotto accusa federale per cospirazione di droga quando morì di infarto il 7 luglio 1968, all'età di 62 anni. Si trovava al Wells Restaurant di Harlem poco prima delle 2 del mattino e la cameriera gli aveva appena servito un pasto. È sepolto nel cimitero di Woodlawn nel Bronx, a New York.

## Filmografia
- Nel film Hoodlum del 1997 è interpretato da Laurence Fishburne
- Nel film American Gangster del 2007, Johnson è interpretato da Clarence Williams III.
- Nella serie televisiva Godfather of Harlem (2019-2025), Johnson è interpretato da Forest Whitaker